# غابي بروت
غابي بروت (بالإنجليزية: Gabe Pruitt)‏ مواليد 19 أبريل 1986 في لوس أنجلوس، هو لاعب كرة سلة أمريكي بدأ مسيرته الاحترافية في سنة 2007 حيث تم اختياره من قبل فريق بوسطن سيلتكس خلال الدرافت،. يبلغ طوله 6 قدم 4 بوصة (1.9 م).

## فرق لعب لها
- بوسطن سيلتكس
- نادي بانيونيس لكرة السلة

## إحصائيات المسيرة

### الموسم الاعتيادي
| السنة   | الفريق       | لعب | بدأ | دقيقة | ميداني% | ثلاثية | حرة  | ارتداد | صنع | استلاب | تصدي | نقطة |
| ------- | ------------ | --- | --- | ----- | ------- | ------ | ---- | ------ | --- | ------ | ---- | ---- |
| 2007–08 | بوسطن سيلتكس | 15  | 0   | 6.5   | .359    | .250   | .500 | .5     | .9  | .3     | .0   | 2.1  |
| 2008–09 | بوسطن سيلتكس | 47  | 0   | 7.8   | .307    | .292   | .810 | .9     | .8  | .3     | .1   | 2.0  |
| المسيرة |              | 62  | 0   | 7.4   | .321    | .283   | .783 | .8     | .8  | .3     | .0   | 2.0  |

### التصفيات
| السنة   | الفريق       | لعب | بدأ | دقيقة | ميداني% | ثلاثية | حرة  | ارتداد | صنع | استلاب | تصدي | نقطة |
| ------- | ------------ | --- | --- | ----- | ------- | ------ | ---- | ------ | --- | ------ | ---- | ---- |
| 2009    | بوسطن سيلتكس | 4   | 0   | 2.8   | .000    | .000   | .000 | .0     | .5  | .0     | .3   | .0   |
| المسيرة |              | 4   | 0   | 2.8   | .000    | .000   | .000 | .0     | .5  | .0     | .3   | .0   |

## روابط خارجية
- غابي بروت على موقع إن بي أي (الإنجليزية)
- غابي بروت على موقع سبورتس رفرنس (الإنجليزية)
- غابي بروت على موقع كرة السلة الأوروبية.كوم (الإنجليزية)
- غابي بروت على موقع DraftExpress.com (الإنجليزية)
- غابي بروت على موقع كلية كرة السلة في سبورتس رفرنس.كوم (الإنجليزية)
- غابي بروت على موقع ريلجم (الإنجليزية)
- غابي بروت على موقع بروبوليرز (الإنجليزية)
- غابي بروت على موقع سبورتس رفرنس (الإنجليزية)
- غابي بروت على موقع سبورتس رفرنس (الإنجليزية)